# Amerila canara
Amerila canara är en fjärilsart som beskrevs av Jean Baptiste Boisduval. Amerila canara ingår i släktet Amerila och familjen björnspinnare. Inga underarter finns listade i Catalogue of Life.